# Jurij Norštejn
Jurij Borisovič Norštejn (in russo Юрий Борисович Норштейн?; Andreevka, 15 settembre 1941) è un regista russo.
È considerato uno dei più grandi maestri del cinema d'animazione russo.

## Biografia
La sua opera comprende alcuni capolavori come L'airone e la gru (Unione Sovietica, 1974), Il riccio nella nebbia (Unione Sovietica, 1975), Il racconto dei racconti (Unione Sovietica, 1979). Dal 1981 sta lavorando ad un film di animazione basato sul racconto Il cappotto dello scrittore russo Gogol'.
Dopo aver ricevuto nel 1979 il Premio di Stato dell'Unione Sovietica, è stato nominato nel 1996 Artista del popolo della Federazione Russa. Molto ammirato dal collega Hayao Miyazaki, che considera Il riccio nella nebbia uno dei suoi film animati preferiti, è stato insignito nel 2004 anche dell'Ordine del Sol Levante.

## Tra censura e mercato
In occasione del restauro di quattro film che il distributore Malavida ripropone nelle sale francesi dal mese di dicembre 2024 con i titoli di La Bataille de Kerjenets, Le Héron et la Cicogne, Le Petit Hérisson dans la brume, Le Conte des contes, Cahiers du cinéma dedica un ampio spazio all'evento con un articolo che ricorda come Jurij Norštejn, ammirato dai suoi pari, sia l'unico nome citato da Hayao Miyazaki in occasione di un'intervista. Nell'articolo, a proposito del fatto che il cineasta sia poco conosciuto dalle nuove generazioni, Thierry Méranger valuta che, come quella di tanti altri registi dell'Est, la sua opera sia stata smorzata dopo la caduta del Muro che ha liberato gli autori dalla sorveglianza politica, ma ha costretto gli animatori a passare sotto le forche caudine de mercato.

## Vita privata
È sposato con la scenografa e collaboratrice Frančeska Jarbusova.

## Filmografia parziale
- 25 ottobre - Il primo giorno (25-е — первый день, 1968), in collaborazione con Arkadij Tjurin
- Le quattro stagioni (Времена года, 1969), in collaborazione con Ivan Ivanov-Vano
- La battaglia di Kerzents (Сеча при Керженце, 1971), in collaborazione con Ivan Ivanov-Vano
- La volpe e la lepre (Лиса и заяц, 1973)
- L'airone e la gru (Цапля и журавль, 1974)
- Il riccio nella nebbia (Ёжик в тумане, 1975)
- Il racconto dei racconti (Сказка сказок, 1979)
- Partecipazione a Winter Days (冬の日, 2003)
- Il cappotto (Шинель, 1981-in produzione[1])

## Premi e riconoscimenti
- 1971 – Karlovy Vary International Film Festival: La battaglia di Kerženec miglior film di animazione
- 1972 – Zagreb World Festival of Animated Films: primo premio con Ivan Ivanov-Vano per La battaglia di Kerženec
- 1972 – Vsesojuznyj Kinofestival (Tbilisi): La battaglia di Kerženec miglior film di animazione
- 1972 – Bombay Film Festival: "Diploma" per La battaglia di Kerženec
- 1975 – Festival internazionale del film d'animazione di Annecy: premio speciale della giuria per L'airone e la gru
- 1975 – New York Animated Film Festival: primo premio ("Prassinoscopio d'Oro") per L'airone e la gru
- 1976 – Vsesojuznyj Kinofestival (Frunze): Il riccio nella nebbia miglior film di animazione
- 1976 – Children's and Youth Film Festival di Teheran: Il riccio nella nebbia miglior film di animazione
- 1977 – Odense International Film Festival: primo premio per L'airone e la gru
- 1979 – Premio di Stato dell'Unione Sovietica per Il racconto dei racconti
- 1980 – International Festival of Films di Lilla: primo premio della giuria per Il racconto dei racconti
- 1980 – Zagreb World Festival of Animated Films: primo premio per Il racconto dei racconti
- 1980 – Ottawa International Animation Festival: premio miglior film più lungo di tre minuti per Il racconto dei racconti
- 1984 – Olympic Arts Festival di Los Angeles: Il racconto dei racconti votato come il più bel film di animazione di tutti i tempi
- 1991 – Annie Award per i benemeriti contributi all'arte dell'animazione
- 1995 – Premio Triumf per l'arte e la letteratura (Russia)
- 1996 – Artista del Popolo della Federazione Russa
- 1996 – Rossijskij otkrytyj festival animacionnogo kino, premio "proryv" per lo spot Russkij sachar
- 2002 – Zagreb World Festival of Animated Films: Il racconto dei racconti nuovamente votato come il più bel film di animazione di tutti i tempi
- 2004 – Ordine del Sol Levante